# 辛-舒姆-利希尔
辛-舒姆-利希尔 （英语：Sin-shumu-lishir或Sin-shumu-lisher或Sin-shum-lishir，新亚述楔形文字： 或,，意思是“月神辛，请使这个名字能够发迹！”）， 他是新亚述帝国晚期的一名篡位国王，于公元前626年反叛新即位的国王辛沙里施昆，统治巴比倫尼亞北部地区的一些城市达3个月的时间。他是亚述历史上唯一的一位登上王座的宦官。
目前有关辛-舒姆-利希尔的出身和家庭背景尚未发现任何历史资料，他的名字第一次出现在记载之中，是在亚述-埃提尔-伊兰尼（在位于公元前631年-公元前627年）统治期间——当时辛-舒姆-利希尔是一名杰出的大臣和将军。在亚述-埃提尔-伊兰尼的父亲——同时也是亚述帝国的前任统治者亚述巴尼拔（在位于公元前669年-公元前631年）死去后，辛-舒姆-利希尔在确保亚述-埃提尔-伊兰尼登上王位并巩固国王地位方面起到了关键性作用，并且成功镇压了试图夺权的叛乱。甚至有人认为，在亚述-埃提尔-伊兰尼统治期间，辛-舒姆-利希尔凭借其与国王关系密切的功勋将领身份，是当时亚述帝国的实际统治者。
然而亚述-埃提尔-伊兰尼的统治非常短暂，登上国王宝座后只过了几年时间，便于公元前627年逝世，亚述-埃提尔-伊兰尼的兄弟暨继任者辛沙里施昆成为了亚述帝国的新国王。可能是因为自己的勋臣地位受到了新王崛起的威胁，辛-舒姆-利希尔选择了谋反的道路，自立为王。他成功地占领了包括尼普爾和巴比伦在内的多个城市，但是，仅仅三个月时间，这次叛乱就被辛沙里施昆剿灭。

## 生平

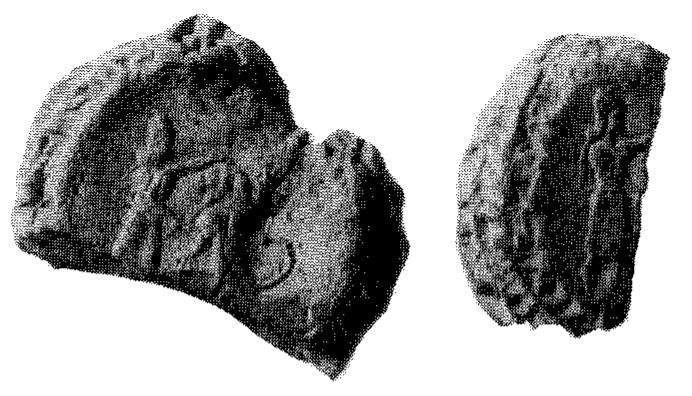
出自尼尼微的另一个描绘了“没有胡子的国王”的印章印痕，主角可能也是辛-舒姆-利希尔。

我们对于辛-舒姆-利希尔的出身和家庭背景一无所知。他是一名宦官，并且可能早在亚述巴尼拔（在位于公元前669年-公元前631年）统治时期就已经成为了一名重要的朝臣。宦官们在亚述帝国经常会被任命到重要的政府岗位上，因为人们普遍认为宦官不具有谋朝篡位的政治抱负，故而亚述人并不将之视为潜在的统治威胁。在亚述巴尼拔死后，辛-舒姆-利希尔在确保先王之子亚述-埃提尔-伊兰尼继位一事上扮演了关键角色。甚至在一些关键性的事件上，辛-舒姆-利希尔可能还不惜动用了自己的私兵，以扶保新王上位。在此之后，辛-舒姆-利希尔以“首席宦官”（rab ša rēši）的身份，第一次出现在亚述的史料上。他很有可能是亚述-埃提尔-伊兰尼派系集团的首脑，并有可能身兼自新王年轻时便侍奉在旁的杰出将领的身份。
就像亚述历史上的若干次新王继位一样，亚述-埃提尔-伊兰尼在公元前631年的登位也并非一帆风顺，在统治初期历经了反对与动荡的考验。一位名叫Nabu-rihtu-usur的官员在另一位叫Sin-shar-ibni的官员帮助下，曾试图夺取亚述的王位。作为国王的首席宦官，辛-舒姆-利希尔在成功镇压这场阴谋中很有可能扮演了重要角色，于是这次叛乱计划很快便被粉碎。除了对这次反叛的镇压，还有一块保存至今的泥板，记录了辛-舒姆-利希尔对三个人所施加的强制条款，以确保亚述-埃提尔-伊兰尼的主权。这个条款的文本内容与亚述-埃提尔-伊兰尼的祖父阿萨尔哈东于公元前760左右确保亚述巴尼拔合法继位的文本极为相似。此外，还有亚述-埃提尔-伊兰尼将土地授予辛-舒姆-利希尔的记录，这有可能是作为他为国王效忠的奖赏。
作为一名与国王关系十分密切的杰出将领，辛-舒姆-利希尔有可能是在亚述-埃提尔-伊兰尼统治时期亚述帝国的实际统治者。而仅仅作了四年国王，亚述-埃提尔-伊兰尼在公元前627年毫无征兆地突然离世，死因目前并未有确切说法。巧合的是，亚述-埃提尔-伊兰尼统治下的巴比倫尼亞诸侯王坎达拉努几乎在同一时间逝世，亚述-埃提尔-伊兰尼的兄弟辛沙里施昆便接管了整个新亚述帝国的统治。在辛沙里施昆继位后，辛-舒姆-利希尔迅速揭竿而起，反叛了新王。有可能是新国王的崛起，使辛-舒姆-利希尔感受到了自己的权臣地位受到了威胁。尽管在王权更替或者国家危亡时期，拥有武装力量的军事领袖会试图篡权夺位，这一现象并不算罕见；但一名宦官会做出如此举动，实在是出乎了所有人的想象，辛-舒姆-利希尔成为了在本地区进行这样挑战的第一人。他成为了唯一的一名登上亚述王位的宦官。从尼尼微发现的印章印痕上，发现了描绘着“没有胡子的国王”，这有可能就是辛-舒姆-利希尔——亚述国王通常被刻画成有胡子的形象，而宦官们却经常以没有胡子的形象出现。
为了夺取政权，辛-舒姆-利希尔迅速攻占了巴比伦尼亚北部地区的一些重要城市，这其中就包括尼普爾城和巴比伦城。尽管他只占据了巴比伦尼亚的部分地区，但目前尚不清楚辛-舒姆-利希尔是否以巴比伦国王甚至是亚述国王自居。现代历史学家通常会将他如同巴比伦过去的诸王一样，列入巴比伦国王的列表。然而辛-舒姆-利希尔从未能够成功染指亚述帝国的本土，他在尼普尔和巴比伦的“国王”任期仅仅维持了三个月，就被辛沙里施昆击溃。但是在后来的一部巴比伦史诗中，被称为“宦官中的无敌军事指挥官”的辛-舒姆-利希尔，是被那波帕拉薩爾（新巴比倫帝國的开国雄主）所击败，并非死于辛沙里施昆之手。
尽管只是一名篡位者，且从未控制过亚述帝国的核心区域，但辛-舒姆-利希尔还是被现代史学家们与亚述的合法继承者亚述-埃提尔-伊兰尼和辛沙里施昆一起，列入了亚述帝国终结前最后的国王列表之中。

## 关联阅读
- 亚述君主列表

| 辛-舒姆-利希尔 逝世於：公元前626年 | 辛-舒姆-利希尔 逝世於：公元前626年 | 辛-舒姆-利希尔 逝世於：公元前626年 |
| ---------------------------------- | ---------------------------------- | ---------------------------------- |
| 前任者： 辛沙里施昆                | 亚述国王 （篡位者） 公元前626年    | 繼任者： 辛沙里施昆                |
| 前任者： 坎达拉努                  | 巴比伦国王 公元前626年             | 繼任者： 辛沙里施昆                |